# Consejo departamental de Yvelines
El Consejo departamental de Yvelines es la asamblea deliberante ejecutiva del departamento francés de Yvelines en la región de Isla de Francia. Su sede se encuentra en la ciudad de Versalles. Desde 2014, su presidente es Pierre Bédier, que sustituyó a Alain Schmitz (UMP).

## Historia
Creados durante el período revolucionario, los departamentos se organizaron en autoridades locales en 1871. Sus miembros ya no serían designados por el Gobierno, sino elegidos democráticamente. En los departamentos, las leyes y reglamentos son de aplicación automática.
El departamento de Yvelines fue creado en 1964. Es el más grande de los departamentos resultantes de la desmembración de la región de París (desaparición del "Sena" y Seine-et-Oise y creación de siete nuevos departamentos). Su nombre fue un homenaje al río Yveline propuesto por el poeta Jehan Despert que quería recuperar el antiguo nombre del bosque de Rambouillet. El nombre fue adoptado oficialmente por la Asamblea Nacional en 1968.
Hasta la descentralización (1982-1983), el Consejo General permaneció sin autonomía real; era el Prefecto del departamento quien se encargaba de ejecutar las decisiones del Consejo General. La descentralización cambia la gestión de las autoridades locales (municipios, departamentos, regiones). El poder ejecutivo del departamento pasa entonces del Prefecto al Presidente del Consejo General.
En 2015, los consejos generales se convirtieron en consejos departamentales. Asimismo, tras las elecciones departamentales de marzo de 2015, se eligieron dos consejeros departamentales por cada cantón mediante votación binominal a dos vueltas. Los candidatos tienen la obligación de presentarse en parejas compuestas por una mujer y un hombre. Tras las elecciones de 2015, los consejos departamentales quedaron integrados por primera vez al 50% por hombres y mujeres. Elegidos por seis años, los asesores departamentales fueron renovados completamente.
Pierre Bédier fue destituido de la presidencia del entonces Consejo General en mayo de 2009, pues fue declarado culpable de corrupción pasiva e inelegible. Le sustituyó Alain Schmitz, quien sin embargo dimitió en 2014 tras la vuelta a la política un año antes de quien fuera presidente del Consejo, Pierre Bédier. Bédier fue elegido en 2013 consejero por Mantes-la-Jolie en la lista de Michel Vialay (UMP).

## Presidentes del Consejo
- Jean-Paul Palewski (UDR), 1968-1976
- Paul-Louis Tenaillon (UDF), 1977-1994
- Franck Borotra (RPR, UMP), 1994-2005
- Pierre Bédier (UMP), 2005 - 2009[6][7]

## Composición
En marzo de 2011 el Consejo General de Essone se transformó en Consejo departamental de Yvelines, constituido por 39 consejeros procedentes de los 39 cantones de Yvelines .
| Partido                                        | Siglas | Electos |
| ---------------------------------------------- | ------ | ------- |
| Oposición (11 escaños)                         |        |         |
| Partido Socialista                             | PS     | 7       |
| Europa Ecología Los Verdes                     | EELV   | 1       |
| Divers gauche                                  | DVG    | 1       |
| Partido Comunista Francés                      | PCF    | 1       |
| Movimiento Republicano y Ciudadano             | MRC    | 1       |
| Mayoría (28 escaños)                           |        |         |
| Unión por un Movimiento Popular                | UMP    | 18      |
| Divers droite                                  | DVD    | 4       |
| Los Centristas                                 | NC     | 1       |
| VIA, el Camino de la Gente                     | PCD    | 1       |
| Centro Nacional de Independientes y Campesinos | CNIP   | 1       |
| Sin etiqueta                                   | SE     | 2       |
| Presidente del Consejo General                 |        |         |
| Alain Schmitz ( UMP )                          |        |         |